# Scrophularia yunnanensis
Scrophularia yunnanensis là một loài thực vật có hoa trong họ Huyền sâm. Loài này được Franch. miêu tả khoa học đầu tiên năm 1900.